# Тараканище (мультфильм, 1927)
«Тарака́нище» — советский рисованный мультипликационный фильм 1927 года, созданный Александром Ивановым на Московской фабрике «Совкино» по одноимённой сказке в стихах Корнея Чуковского. Фильм не сохранился.

## Сюжет
В зверином царстве вдруг появляется невиданное чудовище… Таракан. Его угрозы повергают зверей в панику… В последний момент появляется аэроплан Осоавиахима. Юный пилот-октябрёнок Ваня Васильчиков, узнав о беде зверей, уничтожает самонадеянного Таракана.

## Создатели
| режиссёр, художник, оператор | Александр Иванов |
| сценарист                    | Николай Агнивцев |
| художник                     | Николай Воинов   |

## История создания
На основе сказок Корнея Чуковского в 1927 году на кинофабрике «Межрабпом-Русь» был создан первый в СССР детский мультипликационный фильм «Сенька-африканец». Одновременно над экранным воплощением сказки «Тараканище» в мультмастерской, организованной при Московской Объединённой кинофабрике «Совкино» трудилась группа во главе с Александром Ивановым, причём без предварительно утверждённого сценария. Стихотворный текст сказки Чуковского был заменён самодеятельными стихами. Вместо 
Воробья авторы ввели Мурзилку, а в конечном итоге заменили на октябрёнка Ваню Васильчикова.
В октябре того же года готовый фильм рассматривался Главреперткомом. Директор кинофабрики «Совкино» в сопроводительном письме подчёркивал экспериментальный характер ленты для детей и просил не чинить препятствий к выпуску в прокат к дням празднованию 10-летия революции. Вызвав разные мнения членов цензурного органа, специально созванное совещание всё-же разрешило фильм к прокату.
В 1929 году изначально немой фильм был озвучен режиссёром Владимиром Легошиным.

## Отзывы
На страницах «Советского экрана» № 36 1927 года автор заметки о детской мультипликации приветствовал начинание «Совкино», отметив принцип простоты и понятливости новой ленты:

Действующие персонажи — звери даны простым рисунком, не отягощённым лишними деталями и без особых стилистических осложнений. Фон и декорация, упрощённые до минимума, не загромождают кадра и концентрируют внимание на главном.
—  В. Улович, «Мультипликация для детей» сентябрь 1927
В своих мемуарах конца 1970 годов мастер мультипликации Иванов-Вано оценивает ленту достаточно критично:

Фильм «Тараканище» был интересно сделан технически, но в своём изобразительном решении просто копировал иллюстрации Чехонина к  сказке Чуковского.
— Иван Иванов-Вано, «Кадр за кадром» 1980
По мнению киноведа Николая Лебедева в фильме достигнута высокая, для своего времени, культура изобразительного решения и техника «одушевления» персонажей. Самому Чуковскому, однако, мультфильм не понравился:

Со скрежетом зубовным вспоминаю я свою сказку «Тараканище», ставшую жертвой каких-то беспринципных мультидеев.
— Корней Чуковский, «Мульти» 15 февраля 1940

## Комментарии
1. ↑  В заметке «Мультипликация для детей» в сентябрьском номере «Советского экрана», предваряющей выпуск фильма в прокат, автор приводит его краткое содержание, косвенно подтверждающее, что изменения вносились авторами фильма до последнего:

Царство зверей потревожено появлением страшного чудовища — Тараканища. Тараканище, сожрав все припасы зверей, требует их детёнышей. Положение спасает Мурзилка — с банкой красного порошка, от которого Тараканище лопается.   
—  В. Улович, «Советский экран» № 36 1927[2]